# Eugenio Agneni
Eugenio Agneni (Sutri, 26 gennaio 1816 – Frascati, 25 maggio 1879) è stato un patriota e pittore italiano.

## Biografia
Nel 1831 Agneni si trasferì a Roma, dove nel 1847 ricevette da Pio IX l'incarico di affrescare la Sala del Trono del Quirinale.

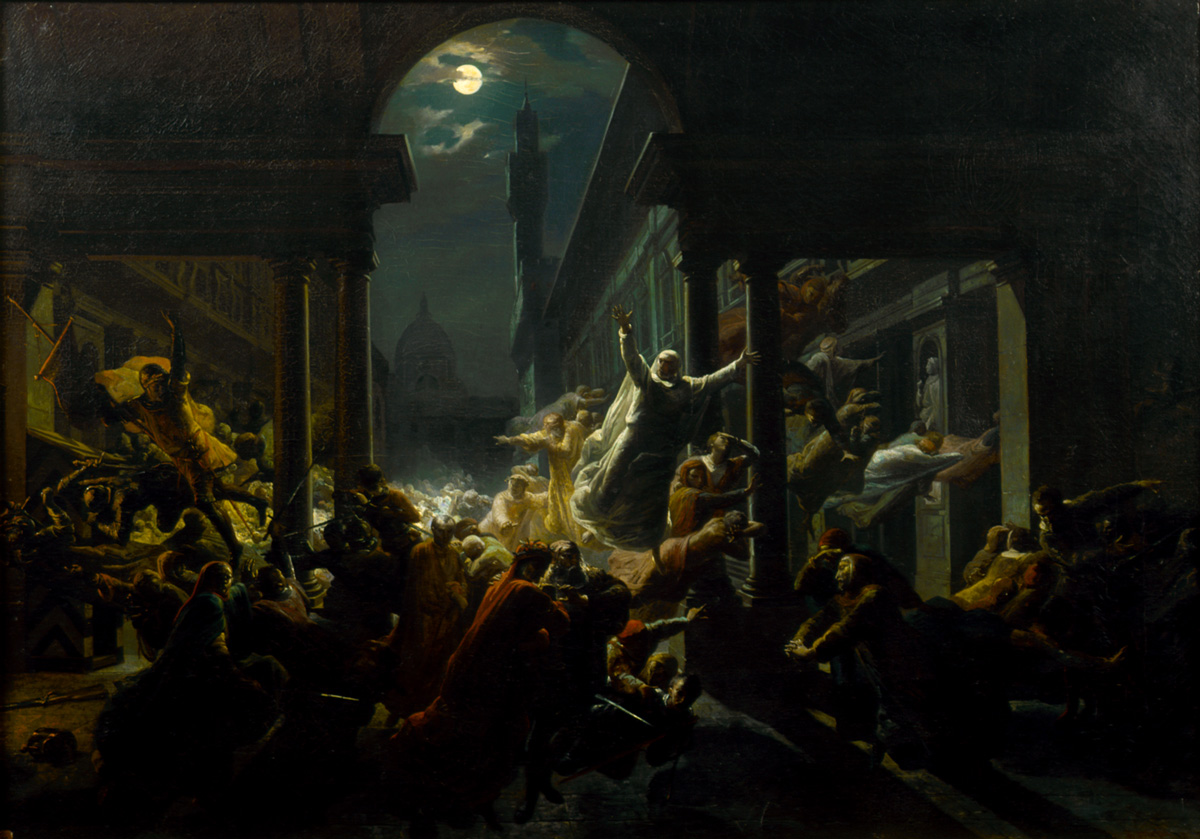
Le ombre dei grandi uomini fiorentini protestano contro il dominio straniero, dipinto di Agneni che evoca in forma onirica i grandi geni universali di Firenze, come Dante, Petrarca, Boccaccio, Leonardo, Michelangelo, Savonarola, Machiavelli, il cui spirito torna a ridestare il sentimento patriottico sopito. Esposto al Salon di Parigi del 1857, oggi si trova alla Galleria civica d'arte moderna e contemporanea di Torino.

Nel 1848 entrò a far parte della Guardia civica romana e poi della Legione romana. L'anno seguente entrò nell'esercito della repubblica romana, combattendo a Velletri.
In seguito si trasferì in Francia, dove nel 1852 a Parigi si occupò della decorazione di alcune sale del museo del Louvre, e poi a Londra: sua la decorazione ad affresco delle stanze da letto della regina a Buckingham Palace.
Fu amico e collaboratore di Mazzini, con il quale ebbe una numerosa corrispondenza, che documenta lo stretto rapporto tra i due. Insieme a Garibaldi nel 1866 partecipò alla spedizione in Tirolo che ritrasse in alcuni acquarelli. A Montecitorio affrescò la Cappella ispirandosi alla vita di San Vincenzo de' Paoli.
A Sutri, suo paese natale, gli è stata intitolata una via nel centro storico.

### Una lettera di Mazzini
Da una lettera di Mazzini indirizzata ad Agneni:
Caro Agneni, ti mando una lista di sottoscrizioni iniziate. Ascolta poche parole. La posizione d'Italia è seria. È tempo che ogni buon italiano vi pensi seriamente ed aiuti. Non si tratta or più di discutere; si tratta di fare.